# Franz Weyland
Franz Weyland (* 6. Januar 1883 in Hadamar; † im 20. Jahrhundert) war ein deutscher Dachdeckermeister und Mitglied des Provinziallandtages der Provinz Hessen-Nassau.

## Leben
Franz Weyland war ein Sohn des Schieferdeckers Jacob Weyland (1851–1927) und dessen Ehefrau Maria Anna Kißler (1853–1940). Er übernahm in seinem Heimatort den väterlichen Dachdeckerbetrieb, betätigte sich politisch und hatte in den Jahren von 1921 bis 1925  ein Mandat für den Nassauischen Kommunallandtag des preußischen Regierungsbezirks Wiesbaden bzw. für den Provinziallandtag der Provinz Hessen-Nassau. Dort war er für den Wahlbezirk Limburg und im Bauausschuss tätigt.
Ende der 1920er Jahre war er Magistratsschöffe in Hadamar. 